# ワシントン・ルイス
ワシントン・ルイス・ペレイラ・デ・ソウザ（Washington Luís Pereira de Sousa、1869年10月26日 - 1957年8月4日）は、ブラジルの政治家、弁護士、歴史家。1926年から1930年まで、第13代ブラジル合衆国大統領を務めたが、後継指名の失敗によりクーデターを起こされ、ブラジル第一共和制の終焉を招いた。

## 経歴
ルイスは1869年10月26日、リオデジャネイロ州のマカエーに生まれ、後にサンパウロ州へと移住した。弁護士になったあと政界に転じ、1914年にはサンパウロ市長、1920年にはサンパウロ州知事に就任し、1926年にはブラジル大統領に就任した。当時は特に有力な州であるサンパウロ州代表とミナスジェライス州代表が同盟を組んで交互に大統領に就任するというカフェ・コン・レイテ体制下にあり、ルイスの就任もその延長線上にあった。
しかし1929年の大恐慌によりコーヒーの輸出が激減してブラジル経済は混乱に陥り、コーヒー輸出を力の源泉としていたサンパウロ州の力も弱まった
。さらにルイスは後任の大統領にミナスジェライス州が推す候補を退けて、サンパウロ州知事ジュリオ・プレステスを推挙したため、両州同盟にひびが入り、ミナスジェライスは両州に次ぐ第3位の実力を持つリオ・グランデ・ド・スル州知事ジェトゥリオ・ドルネレス・ヴァルガスを大統領候補に擁立し、リオ・グランデ・ド・スル州やパライバ州と自由同盟を組んで選挙戦に臨んだ。
1930年3月1日の大統領選挙はプレステスが勝ったものの、これに不満なリオ・グランデ・ド・スル州とミナスジェライス州、パライバ州は10月3日に蜂起し、サンパウロ州・リオデジャネイロ州・バイーア州・パラ州を除くすべての州が反乱に同調したため
、ルイスは10月24日に辞任を余儀なくされた。これが1930年革命である。
その後はヨーロッパ、アメリカ合衆国で亡命生活を送り、1947年にようやく帰国。しかし、政治に関わることはなく回想録を書いて過ごした。1957年にサンパウロで死去し、同地のコンソラソン墓地に埋葬された。
クーデターで失脚したこともあり、ブラジルの大統領として、その名が都市に命名されることが無かったという点では珍しい人物である（2つの高速道路には命名されている）。